# Grażyna Lisińska
Grażyna Lisińska (ur. 8 stycznia 1941 roku w Górkach Dużych) – polska profesor technologii żywności i żywienia. 
Specjalizuje się w technologii żywności pochodzenia roślinnego (technologia ziemniaka).
W 1967 roku ukończyła studia na Wydziale Rolnictwa Wyższej Szkoły Rolniczej we Wrocławiu uzyskując tytuł magistra inżyniera rolnictwa. Doktorem nauk rolniczych została w 1971 roku na Wydziale Rolniczym Wyższej Szkoły Rolniczej we Wrocławiu. Habilitację uzyskała na tej samej uczelni w 1982. Tytuł profesorski nosi od 1992 roku. Jej badania koncentrują się m.in. na procesach biochemicznych zachodzących w bulwach ziemniaków pod wpływem różnych metod przechowywania, suszenia, chłodzenia, czynników uprawowych i wpływie tych procesów na jakość i wydajność produktu ziemniaczanego; a także przydatności spożywczej różnych odmian ziemniaka czy obiektywizacji metod oznaczania barwy i tekstury czipsów i frytek. Jest autorką 254 pozycji, w tym 95 prac oryginalnych oraz autorką lub współautorką 10 podręczników.   
W ciągu swojej kariery była m.in. adiuntką Departament of Horticulture w Ohio State University w roku 1977, docentką Departament of Food Science and Technology na Agriculture w University of Athens od 1990 roku do 1991 roku, profesorką nadzwyczajną w Institute of Starch and Potato Technology w Detmold od 1993 roku do 1994 roku, kierowniczką Zakładu Technologii Przetworów Ziemniaczanych Katedry Technologii Rolnej i Przechowalnictwa Wyższej Szkoły Rolniczej (w roku 2006 przemianowanej na Uniwersytet Przyrodniczy we Wrocławiu) od 1993 roku do 2009 roku oraz kierowniczką Katedry Technologii Rolnej i Przechowalnictwa od 2004 roku do 2009 roku na tymże uniwersytecie, a także członkiem Senackiej Komisji ds. dydaktyki, wychowania i zatrudnienia absolwentów w latach 1987–1990.   
Odznaczona Złotym Krzyżem Zasługi.  